# Bayanhayrhan
Bayanhayrhan (mongoliska: Баянхайрхан Сум, Баянхайрхан, Bayanhayrhan Sum) är ett distrikt i Mongoliet.   Det ligger i provinsen Dzavchan, i den nordvästra delen av landet, 800 km väster om huvudstaden Ulaanbaatar.